# 木曽広域連合
木曽広域連合（きそこういきれんごう、英：Kiso Regional Union）は、長野県中信地方の木曽地域にある広域連合。構成市町村は木曽郡の6町村である。

## 概要
定数22の木曽広域連合議会、木曽広域連合事務局などの組織がある。業務内容は、介護、ごみ処理施設（木曽クリーンセンター）、ケーブルテレビ事業、消防業務などである。

## 広域消防本部

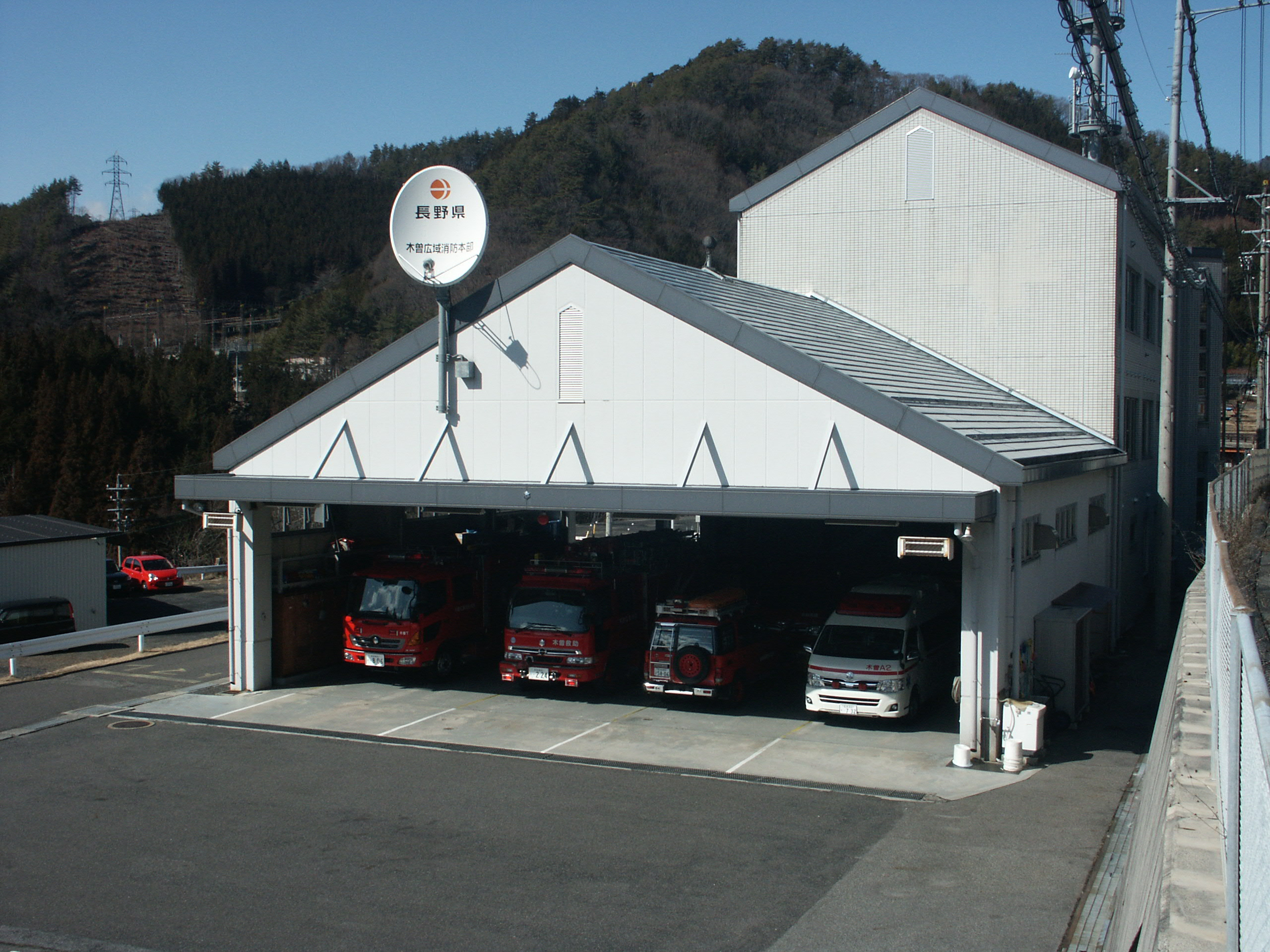
木曽広域消防本部木曽消防署

木曽広域消防本部は、木曽広域連合が運営する消防本部である。
- 消防本部所在地：長野県木曽郡木曽町福島3737
- 管轄区域：木曽郡6町村全域及び塩尻市楢川地区。
- 消防署

| 消防署     | 住所               | 分署                                       | 救急分遣所       |
| ---------- | ------------------ | ------------------------------------------ | ---------------- |
| 木曽消防署 | 木曽町福島神戸3737 | 北：木祖村藪原873-1 南：南木曽町読書3680-1 | 木曽町三岳9125-4 |

## 木曽広域ケーブルテレビ
木曽広域ケーブルテレビ（KCT）は、木曽広域連合が運営するケーブルテレビ局である。
2006年3月から運営を開始している。

### 所在地
- 長野県木曽郡木曽町福島1320

### サービスエリア
- 木曽郡全域（木曽町、上松町、南木曽町、木祖村、王滝村、大桑村）

### 経緯
- 木曽郡内は、山間地域難視聴対策として約60ものテレビ共同受信組合などがあった。しかし、近年の急速な過疎化・少子高齢化に伴い、各受信組合での運営・維持するための個人負担割合が増大し、深刻化していた。また、地域によって情報格差（民放の中継局が少ない・高速インターネット整備計画が無い等）の是正、木曽地域における地上デジタル放送用の中継局建設計画が少ない等、早急な対応策が求められていた。

### ケーブルテレビ工事の推移
- 木曽町の一部と日義地区・上松町（2006年秋 - ）
- 大桑村・南木曽町（2007年春 - ）
- 木曽町三岳・開田地区・木祖村（2007年春 - ）
- 王滝村(2007年夏 - )
- 木曽町福島・新開の一部（木曽福島ケーブルテレビエリア含）地区（2007年12月 - 2008年1月ごろ）

※サービス開始に伴い、各町村ごとで自主放送も順次試験放送を開始。
※木曽町福島・新開の一部（木曽福島ケーブルテレビエリア含）地区のケーブル工事をもって木曽広域ケーブルテレビ工事事業は完了した。

### 木曽広域ケーブルテレビと木曽福島ケーブルテレビとの関係
木曽町の福島および新開の一部区域をサービスエリアとする木曽福島ケーブルテレビ（テレビ木曽福島）との間で、資産や職員等の引き継ぎに関して係争していた時期があった。しかし、2007年10月に木曽町日義地区で行われた福島・新開地区の木曽広域ケーブルテレビ工事竣工式には、木曽福島ケーブルテレビの関係者も来賓として出席したことから諸問題は解決したものとみえる。また、同時に2007年12月から説明会と木曽福島ケーブルテレビでも新ケーブルテレビ事業の案内放送を行うことを発表した。
2007年8月から木曽町の自主放送（きそまちちゃんねる）では、木曽福島ケーブルテレビの協力で試験放送を実施。ただし、番組は木曽福島ケーブルテレビで放送後1 - 2週間遅れての放送で、毎週月曜に番組更新（リピート放送）。当初は10時・15時・23時の計3回の放送だった。しかし、15時から23時まで時間に開きがあり、「放送が深夜23時のため、見ていられない」などの意見が出たため、その後21時を追加し、計4回の放送となった。
2008年9月22日からは木曽福島ケーブルテレビとの遅れ放送を解消。同時放送するため、開始時間も木曽福島ケーブルテレビに合わせる形とし、9時・13時・19時・22時の計4回の放送となり、毎週月曜（ - 水曜リピート放送）と木曜日（ - 土曜リピート放送）に番組更新。日曜日はその再放送となる。なお、他の時間については、木曽町の自主放送（きそまちちゃんねる）と木曽福島ケーブルテレビでは異なる番組を流している。
2009年ごろ木曽福島ケーブルテレビ(テレビ木曽福島)は、木曽広域ケーブルテレビの運営に伴い廃業した。

### 主な放送チャンネル

#### テレビ局
| チャンネル番号 | デジタル          | 放送局                         |
| -------------- | ----------------- | ------------------------------ |
| 1ch            | TV011 - 012・17ch | NHK長野総合                    |
| 2ch            | TV021 - 023・13ch | NHK長野教育                    |
| 4ch            | TV041 - 042・14ch | テレビ信州                     |
| 5ch            | TV051 - 052・18ch | 長野朝日放送                   |
| 6ch            | TV061 - 062・16ch | 信越放送                       |
| 8ch            | TV081 - 082・15ch | 長野放送                       |
| 12ch           | TV121 - 122       | 自主制作番組・各町村の文字放送 |
| 1ch            | BS101             | NHK BS                         |
| 4ch            | BS141 - 143       | BS日テレ                       |
| 5ch            | BS151 - 153       | BS朝日                         |
| 6ch            | BS161 - 163       | BS-TBS                         |
| 7ch            | BS171 - 173       | BSテレ東                       |
| 8ch            | BS181 - 183       | BSフジ                         |
| 9ch            | BS191             | WOWOWプライム                  |
|                | BS192             | WOWOWライブ                    |
|                | BS193             | WOWOWシネマ                    |
| 10ch           | BS200             | BS10                           |
|                | BS201             | BS10スターチャンネル           |
| 11ch           | BS211             | BS11                           |
| 12ch           | BS222             | TwellV                         |
|                | BS231             | 放送大学テレビ                 |
|                | BS234             | グリーンチャンネル             |
|                | BS236             | BSアニマックス                 |
|                | BS242             | J SPORTS 1                     |
|                | BS243             | J SPORTS 2                     |
|                | BS244             | J SPORTS 3                     |
|                | BS245             | J SPORTS 4                     |
|                | BS251             | BS釣りビジョン                 |
|                | BS252             | WOWOWプラス                    |
|                | BS255             | 日本映画専門チャンネル         |
|                | 2BS56             | ディズニー・チャンネル         |
|                | BS260             | J:COM BS                       |
|                | BS265             | BSよしもと                     |
|                | BS531             | 放送大学ラジオ                 |
| 1ch            | BS4K101           | NHK BSプレミアム4K             |
| 2ch            | BS8K102           | NHK BS8K                       |
| 4ch            | BS4K141           | BS日テレ 4K                    |
| 5ch            | BS4K151           | BS朝日 4K                      |
| 6ch            | BS4K161           | BS-TBS 4K                      |
| 7ch            | BS4K171           | BSテレ東 4K                    |
| 8ch            | BS4K181           | BSフジ 4K                      |
| 11ch           | BS4K211           | ショップチャンネル 4K          |
| 12ch           | 221               | 4K QVC                         |

- 2006年秋にSTB（セットトップボックス）を導入。
- 2007年9月1日より中京圏の民放4局と岐阜放送の再送信を開始。
- 2011年2月9日より自主放送（121 - 123）のデジタル放送の試験放送を開始し、同年7月1日より本放送を開始。なお、基本は121chで、各町村番組放送時は121 - 123chを使用していた。
- NHKBS2は2011年3月31日に停波し、同年4月1日からBS11デジタルに変更した。また、新たにTwellVを同日25chに追加した。
- ※ - アナログ放送終了に伴い、2011年7月24日正午に中京圏の民放4局および岐阜放送が停波した。
- 2015年（平成27年）3月31日をもってデジアナ放送が終了し、地上デジタル放送へ完全に移行された。

#### ラジオ局
| 周波数  | 放送局     |
| ------- | ---------- |
| 76.7MHz | NHK長野第1 |
| 77.7MHz | NHK長野第2 |
| 79.7MHz | FM長野     |
| 80.7MHz | 放送大学FM |
| 84.0MHz | NHK長野FM  |

- 2008年5月ごろにNHKラジオ第1放送・NHKラジオ第2放送・放送大学の再送信を開始。